# Szigetvár
Szigetvár (hongrois : Szigetvár [ˈsigɛtvaːɾ] ; allemand : Großsiget ; croate : Siget) est une localité hongroise, ayant le rang de ville dans le comitat de Baranya. Chef-lieu de la micro-région de Szigetvár, elle est située sur le flanc sud du massif du Zselic.

## Histoire

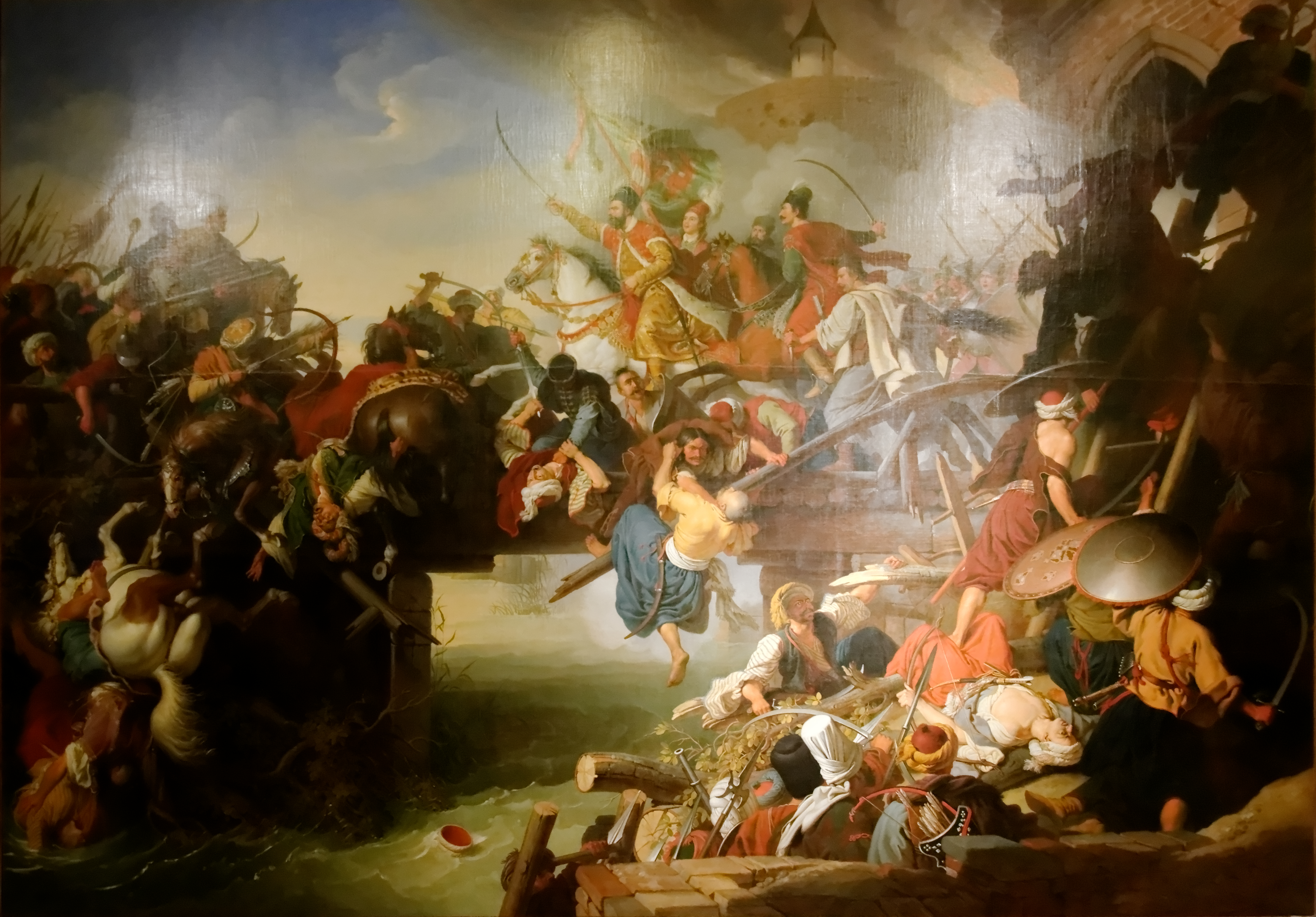
La charge de Nikola Šubić Zrinski depuis la forteresse de Szigetvár (1566). Huile sur toile de Johann Peter Krafft (1825)

En 1566, Szigetvár est le site d'une célèbre bataille pendant laquelle l'avancée des Ottomans vers Vienne est ralentie 2 500 soldats hongrois et croates conduits par Miklós Zrínyi, retranchés dans une forteresse, tiennent tête pendant un mois à 100 000 turcs conduits par Soliman le Magnifique. Lorsque la forteresse est gravement endommagée par l'incendie et le fossé desséché par la chaleur, la situation devient intenable. Zrínyi et ses 300 hommes sortent de la forteresse et se battent avec un courage héroïque jusqu'à la mort. La bataille coûta la vie à plus de 20 000 hommes. Soliman le Magnifique meurt dans cette ville le 6 septembre 1566.

## Patrimoine urbain

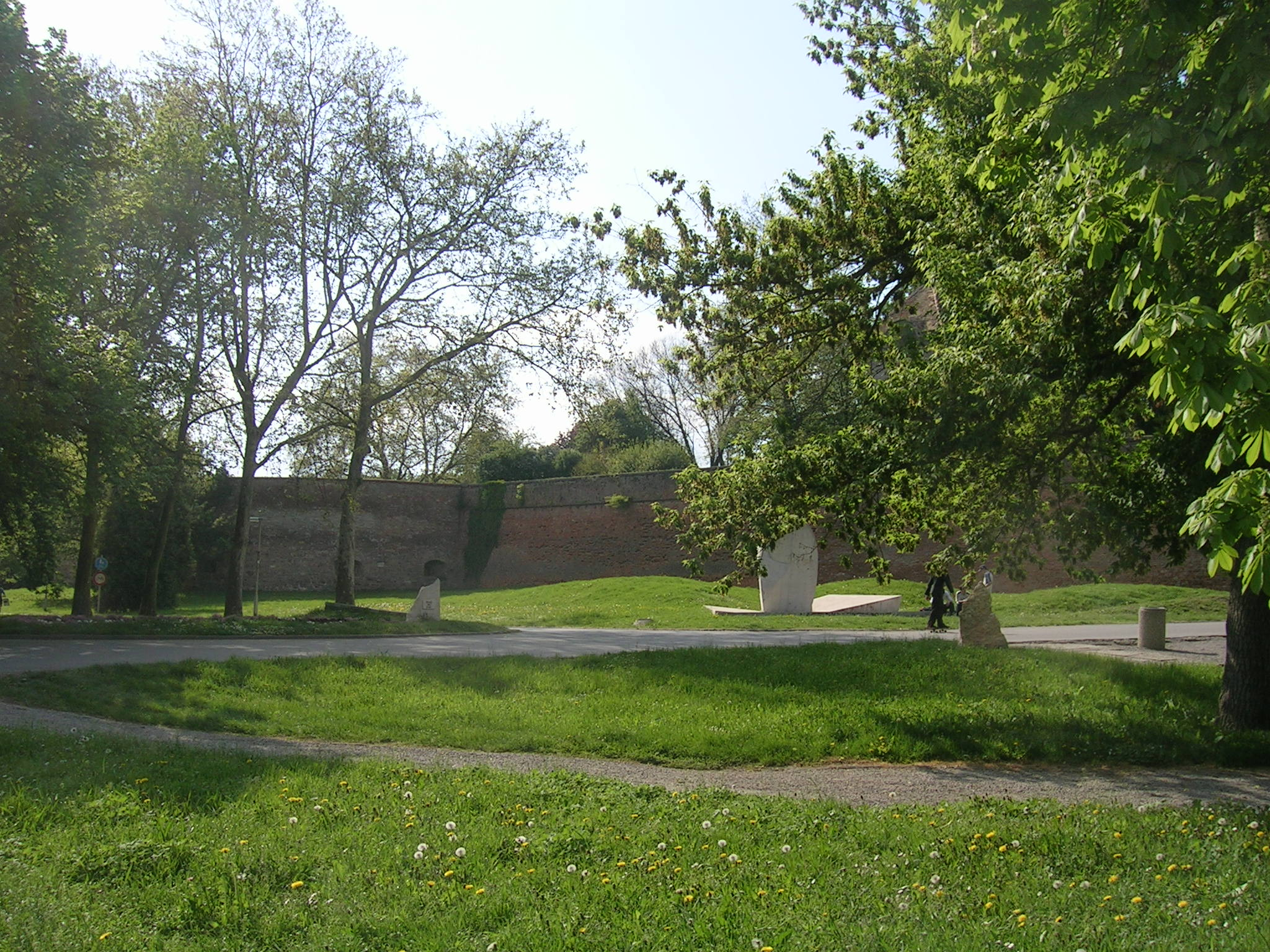
Les restes de la forteresse
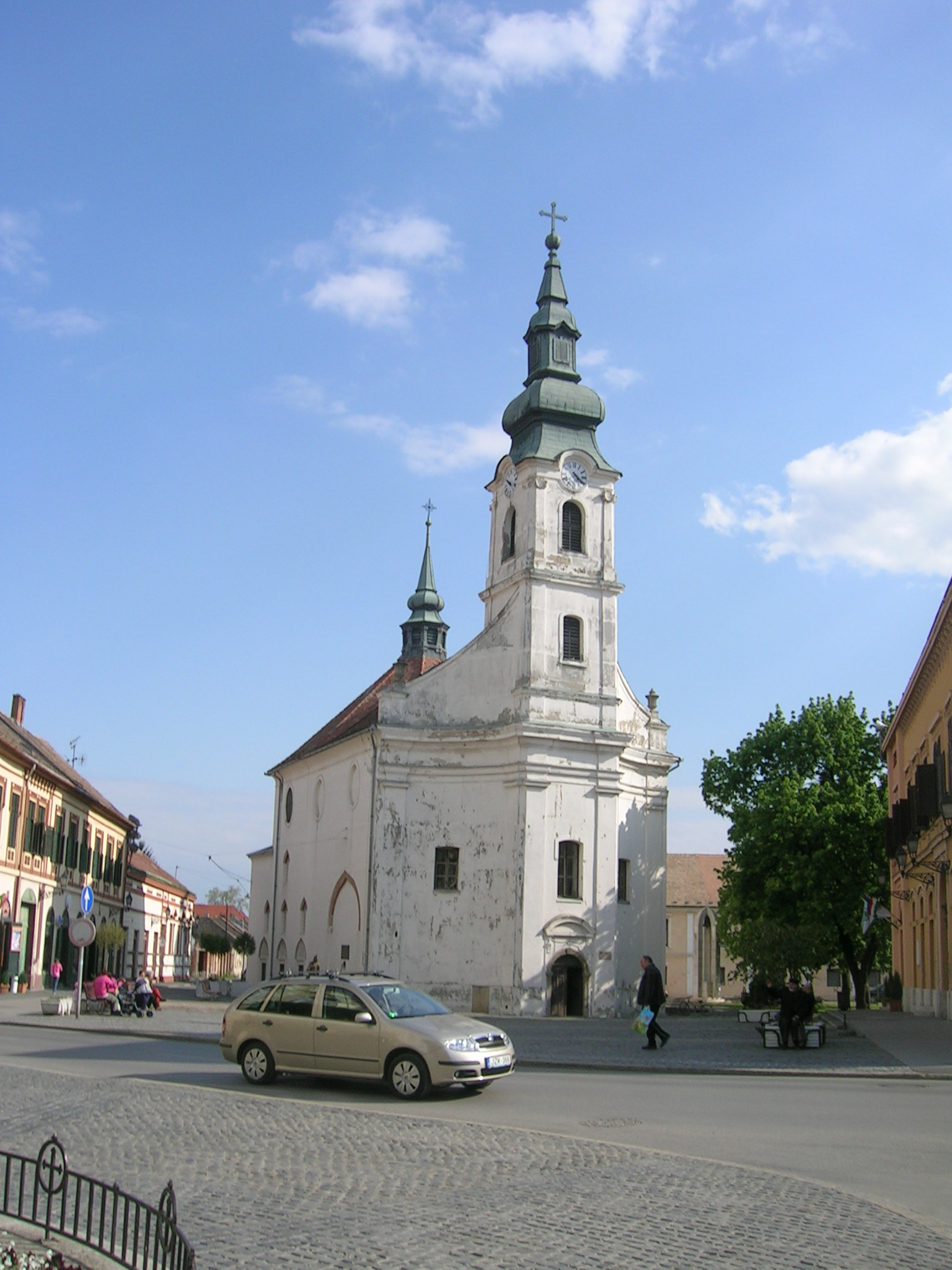
L'église catholique baroque, mosquée à l'origine
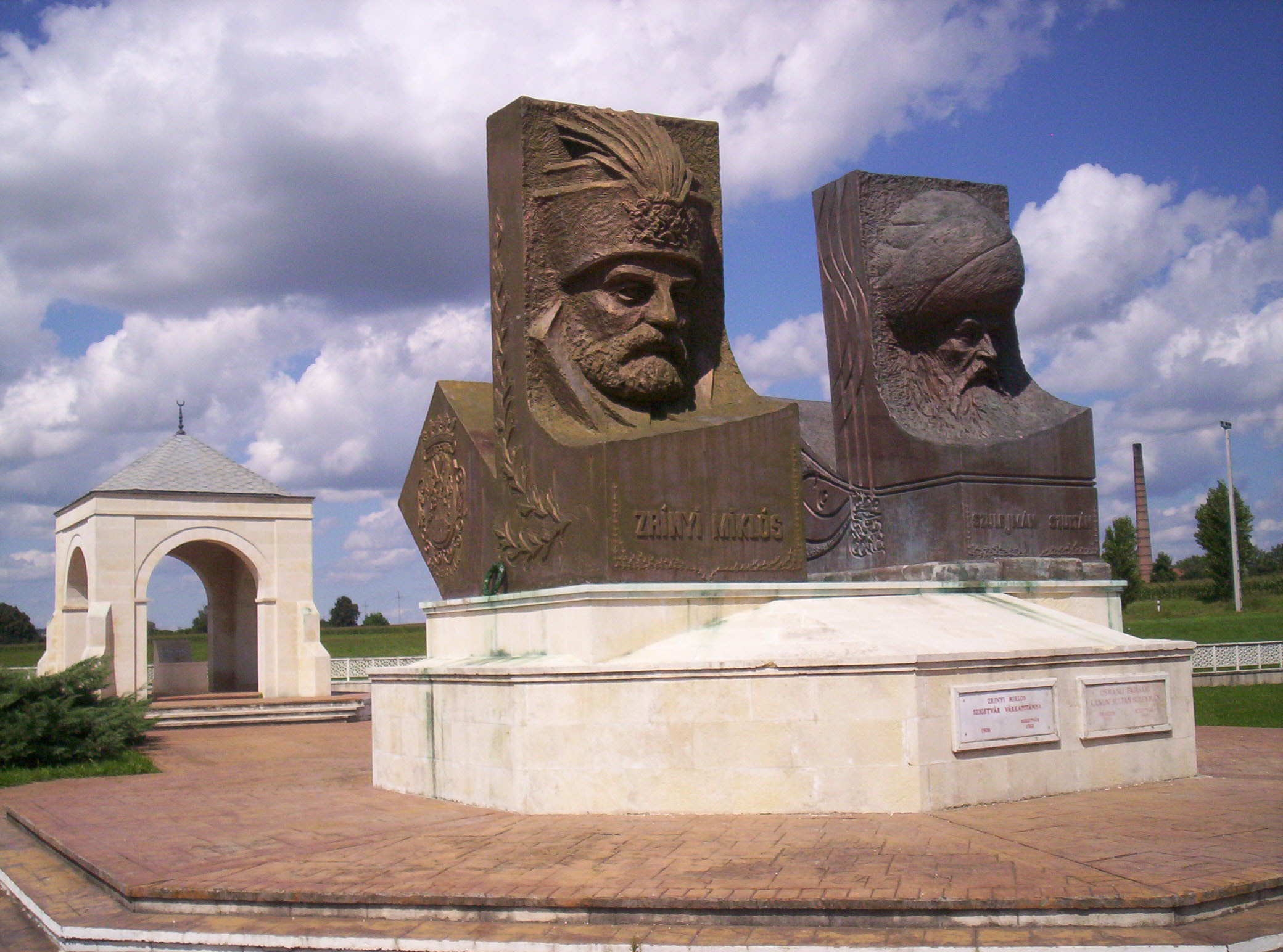
Parc de l'amitié turco-hongroise avec les statues de Miklós Zrínyi et Soliman le Magnifique
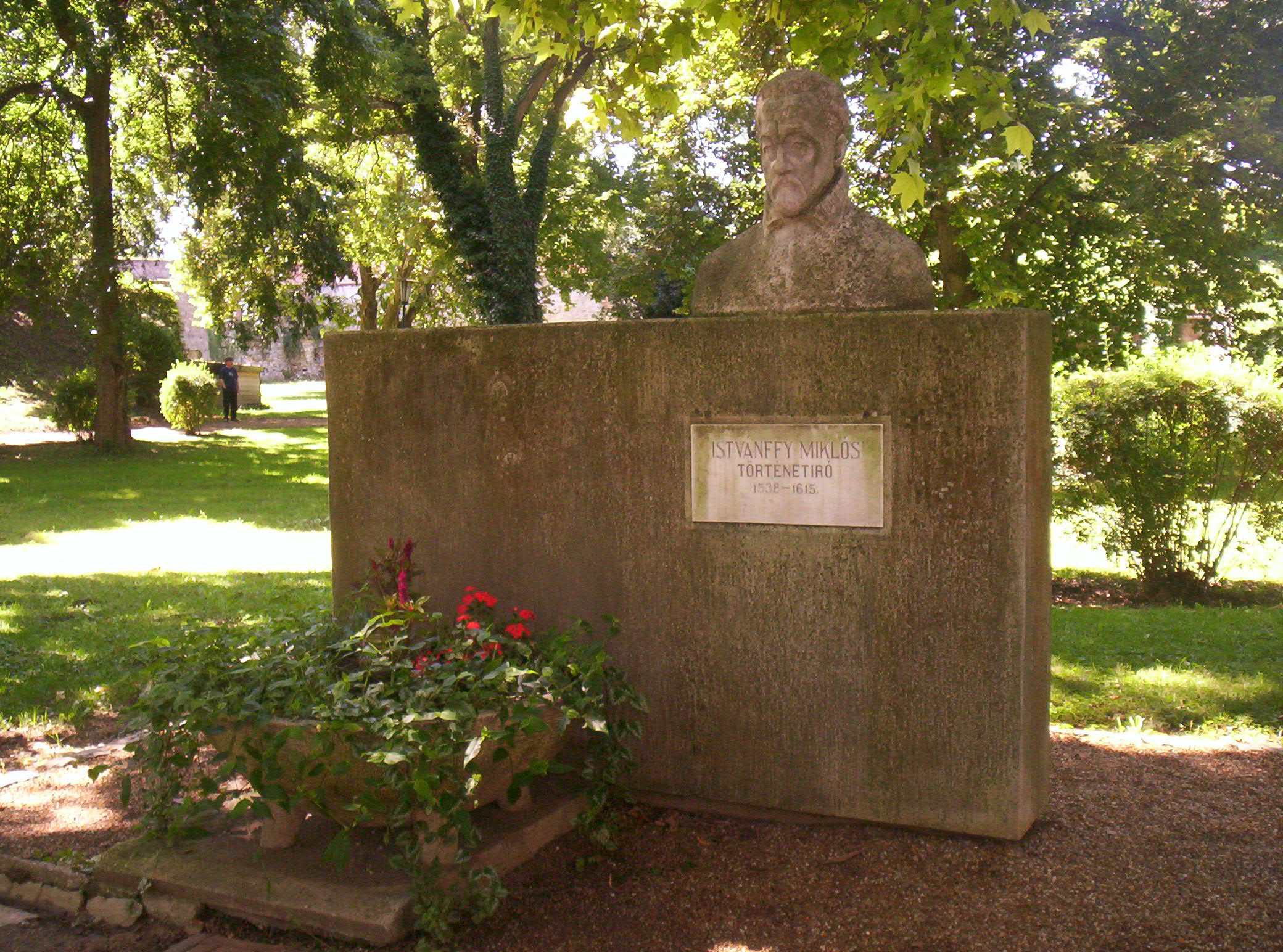
Sculpture commémorative de Nicolas Istuanfius

## Relations internationales

### Jumelages
La ville de Szigetvár est jumelée avec :
- Imatra (Finlande)
- Eppingen (Allemagne)
- Slatina (Croatie)
- Trabzon (Turquie)
- Deva (Roumanie)

## Personnalités liées à la localité
- Soliman le Magnifique (1494-1566), dixième sultan de l'Empire Ottoman, y est décédé.